# Su Tseng-chang
Su Tseng-chang (in cinese 蘇貞昌; pinyin Sū Zhēnchāng; Pingtung, 28 luglio 1947) è un politico taiwanese, primo ministro dal 14 gennaio 2019 al 31 gennaio 2023.

## Biografia
Dal gennaio al dicembre 2005 e dal maggio 2012 al maggio 2014 è stato leader del Partito Progressista Democratico.
Ha ricoperto il ruolo di Presidente dello Yuan Esecutivo della Repubblica di Cina dal gennaio 2006 al maggio 2007.
Inoltre è stato amministratore di Nuova Taipei dal dicembre 1997 al maggio 2004 e amministratore della Contea di Pingtung dal 1989 al 1993.